# 今出川公言
今出川 公言（いまでがわ きんこと）は、江戸時代中期の公卿。官位は正三位権中納言（死後、従二位追贈）。

## 経歴
延享3年（1746年）に叙爵されて以降、清華家当主として速いスピードで昇進し、侍従・左近衛権少将を経て、宝暦3年（1753年）には従三位・右近衛中将となり、公卿に列した。さらに宝暦6年（1756年）から宝暦8年（1758年）にかけては権中納言をつとめた。
尊王の志があり、宝暦10年（1760年）の宝暦事件の際には江戸幕府の弾圧により公言も出家させられた。公言を重用していた桃園天皇も幕府の圧力のため死去まで公言の官位も止めざるを得なくなったが、幕府崩壊後の明治24年（1891年）には晴れて名誉回復し、従二位の追贈を受けている。

## 系譜
- 父：今出川誠季
- 母：今出川公詮の娘
- 妻：不詳
  - 女子：勧修寺良顕室
  - 養子：今出川実種（実父は西園寺公晃）